# 김명제 (테니스 선수)
김명제(金明帝, 1987년 1월 5일 ~ )는 전 KBO 리그 두산 베어스의 투수이다. 현재 휠체어 테니스 선수로 활동중이다.

## 두산 베어스시절
2005년 신인 드래프트에서 두산 베어스의 1차 지명을 받고 입단하였다. 입단 후 주로 선발 투수로 활동했다. 순수 신인으로는 역대 3위(임선동 제외)에 해당하는 6억원의 거액을 받고 입단했으나 몸값에 걸맞은 활약을 하지 못했다. 2008년은 여타 시즌과 달리 프로 데뷔 후 4년 만에 처음으로 3점대 평균 자책점을 기록하며 그의 가능성에 대한 기대를 갖게 했으나 2009년에 허벅지 부상으로 1승에 그친 채 시즌을 대부분 2군에서 보냈다. 엎친 데 덮친 격으로 2009년 12월 28일에는 교통사고까지 당하면서 목뼈 골절상을 입었는데 이후 조사결과 음주 운전으로 밝혀졌다. 결국 2010년 시즌 종료 후 그는 보류 선수 명단에서 제외되어 방출되었다.

## 출신학교
- 서울학동초등학교
- 휘문중학교
- 휘문고등학교

## 2005년 드래프트
2005년 신인 드래프트에서 두산 베어스에 1차 지명으로 입단했다. 당시 고교 최고 투수였던 김명제를 두고 서울특별시 연고 팀인 두산과 LG가 경합을 벌였으나 6억원을 제시한 두산이 김명제를 얻었고, LG 트윈스는 4연타석 홈런으로 주목을 받았던 성남고등학교 포수 박병호를 1차 지명하여 3억 3천만원에 계약했다. 김명제를 얻은 두산은 여기에 그치지 않고 신일고등학교의 강속구 투수 서동환도 2차 1순위(전체 2순위)로 지명하면서 5억원을 안겼다. 두산 베어스는 김명제와 서동환을 각각 차세대 에이스와 마무리 투수로 키운다는 복안으로 11억원을 쏟아부었지만 예상과 달리 그 결과는 좋지 않았다. 그리고 서동환은 이후 부상으로 임의탈퇴당했다가 복귀하여 교육 리그에 참가했다. 반면 입단 이후 별 활약을 보여 주지 못했던 박병호는 넥센 히어로즈로 트레이드된 이후 비로소 스타로 떠오르기 시작하였다. 두산의 신인 투수들 중 결과가 좋았던 경우는 2007년에 1차 지명된 임태훈과 이용찬이다.

## 주요 기록
- 2005년 10월 10일: 잠실 한화 이글스전 (3차전) / 포스트 시즌 최연소 선발승 (18세 9개월 5일, 선발 5이닝 무실점, 기존기록 : 현대 김수경)[6]

## 통산 기록
| 년도 | 팀    | 평균자책 | 경기수 | 승 | 패 | 세 | 홀드 | 완투 | 완봉 | 이닝    | 피안타 | 피홈런 | 4사구 | 탈삼진 | 실점 | 자책점 | 비고 |
| ---- | ----- | -------- | ------ | -- | -- | -- | ---- | ---- | ---- | ------- | ------ | ------ | ----- | ------ | ---- | ------ | ---- |
| 2005 | 두산  | 4.63     | 28     | 7  | 6  | 0  | 0    | 0    | 0    | 107     | 92     | 12     | 57    | 67     | 57   | 55     |      |
| 2006 | 두산  | 4.46     | 41     | 3  | 11 | 0  | 6    | 0    | 0    | 111     | 104    | 10     | 57    | 67     | 62   | 55     |      |
| 2007 | 두산  | 5.05     | 30     | 4  | 7  | 1  | 0    | 0    | 0    | 117 2/3 | 133    | 11     | 52    | 63     | 70   | 66     |      |
| 2008 | 두산  | 3.81     | 22     | 7  | 3  | 0  | 1    | 0    | 0    | 111     | 100    | 13     | 39    | 59     | 52   | 47     |      |
|      | 두산  |          |        |    |    |    |      |      |      |         |        |        |       |        |      |        |      |
| 통산 | 4시즌 | 4.49     | 121    | 21 | 27 | 1  | 7    | 0    | 0    | 446 2/3 | 429    | 46     | 205   | 256    | 241  | 223    |      |

## 에피소드
2009년 7월 4일 김명제는 구리 LG챔피언스파크(LG 2군 경기장)에서 열린 LG:두산과의 2군 경기에 선발로 등판했는데, 경기 내내 직구만 던지다가 5회까지 무려 12실점하였다. 자신의 투구 내용에 실망한 그는 자신의 글러브를 바닥에 팽개쳤으며, 이를 본 박종훈 당시 2군 감독이 김명제에게 완투를 지시했다. 이 날 김명제는 8이닝 완투하여 피안타 21개 18실점으로 최악의 피칭을 했으며 경기 후 그는 구리에서 잠실야구장까지 도보로 이동하였다. 다음날 김명제는 머리를 짧게 깎은 뒤 새로운 마음으로 훈련에 참가하게 되었다.